# 武汉大学化学与分子科学学院
武汉大学化学与分子科学学院是武汉大学的一个学院，简称化学学院，位于主校区，可追溯到1893年张之洞在汉阳铁厂建立的化学学堂。

## 历史
- 1893年张之洞在汉阳炼铁厂建立化学学堂。
- 1896年并入自强学堂的格致门，后改为化学门。
- 1913年国立武昌高等师范学校设数学理化部。
- 1928年国立武汉大学为理工学院化学系。
- 1953年院校调整，湖南大学化学系和南昌大学化学系并入。
- 1997年组建化学学院。
- 2000年8月，四校合并。2001年，由四校相关专业组建化学与分子科学学院。[2]

## 本科
- 化学（国家基础科学研究教学人才培养基地）
- 应用化学[2]

## 研究生
- 硕士
  - 无机化学
  - 分析化学
  - 有机化学
  - 物理化学
  - 高分子化学与物理
  - 化学生物学
  - 材料物理与化学
  - 材料学
  - 化学工艺
  - 应用化学
- 博士
  - 无机化学
  - 分析化学
  - 有机化学
  - 物理化学
  - 高分子化学与物理
  - 化学生物学
  - 材料物理与化学
  - 材料学
  - 应用化学[2][3]